# Philippe-Charles Schmerling
Pour les articles homonymes, voir Schmerling.
Philippe-Charles Schmerling est un médecin et anthropologue, à la fois paléontologue et préhistorien belge né à Delft le 2 mars 1790 et mort à Liège le 7 novembre 1836.
Universitaire et membre assidu de sociétés savantes, il fut le premier anthropologue à découvrir et identifier des ossements humains comme étant les restes d'une espèce d'hommes préhistoriques disparue. Dans ses Recherches sur les ossements fossiles découverts dans les cavernes de la province de Liège, écrit paru en 1833, il affirme l'existence de l'Homme au Quaternaire ancien. Ce fait reçu et admis par diverses sociétés savantes de province, bien souvent isolées, n'a été admis par la communauté paléontologique et préhistorique internationale qu'à partir de 1856 sous l'impulsion des géologues anglo-saxons, après la découverte du fossile éponyme de l'homme de Néandertal et surtout la lente reconnaissance de l'imparable preuve stratigraphique de la vie humaine préhistorique apporté par le douanier Jacques Boucher de Perthes en 1844.
Il n'est par ordre chronologique que le second chercheur à avoir découvert des restes d'un homme reconnu ensuite comme fossile. Le premier homme fossile découvert, l'Homo sapiens dénommé dame rouge de Paviland l'avait été au Pays de Galles en 1823.
Ses recherches ont été fondamentales en paléontologie, paléoanthropologie, paléopathologie et géologie.

## Biographie

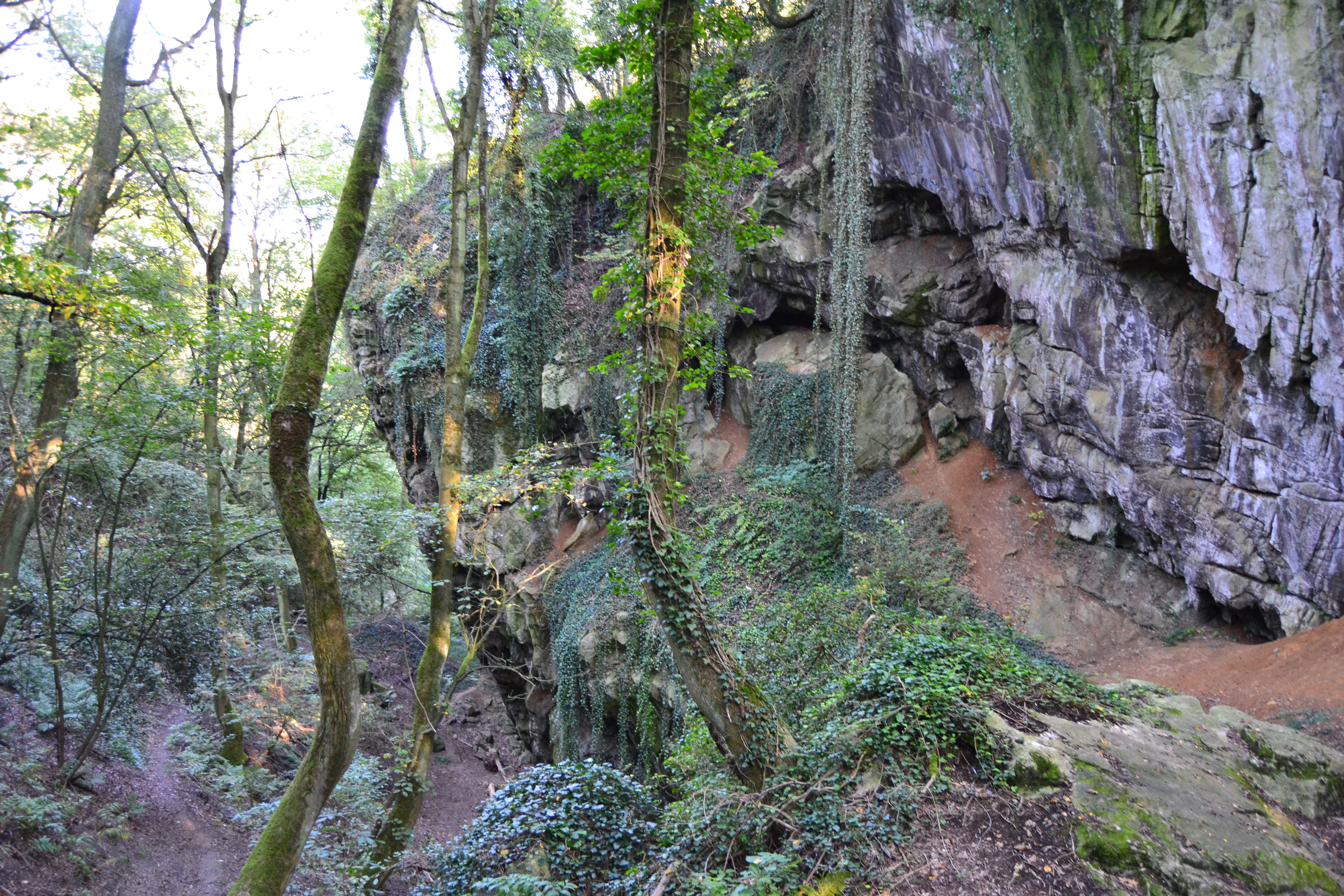
Le vallon des grottes Schmerling aux Awirs en Belgique, lieu des premières découvertes de paléoanthropologie en 1829

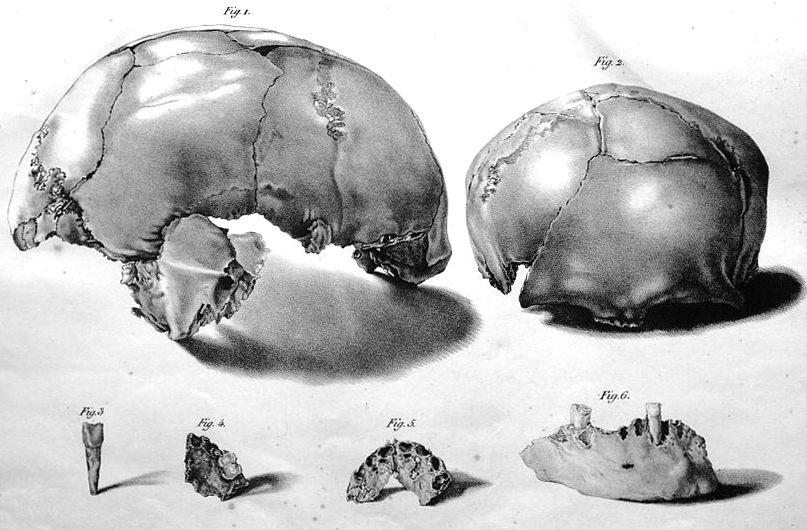
Planche I de Recherches sur les ossemens fossiles. La figure 5 représente les os maxillaires d'un individu jeune, donc de Engis 2. Les autres, notamment la boîte crânienne, sont des vestiges Homo sapiens, Engis 1; voir également illustration ci-dessous, qui est une photo contemporaine de la boite crânienne, les autres restes étant figurés par leur contour.

Philipus Carel, plus tard Philippe Charles, Schmerling est le fils de Jan Carel Schmerling (1753-1832), un commerçant de Delft, natif de Bois-le-Duc ('s-Hertogenbosch, Brabant-Septentrional) et de Lucia van Koijck (1747-1820), native de Dordrecht.
Il fait ses études à Delft et Leyde puis chez le Dr Pieter de Riemer (nl) qui possède à La Haye un cabinet de pièces anatomiques. Nommé officier de santé en 1812, Schmerling entre dans la nouvelle armée des Pays-Bas l’année suivante et reste en garnison à Venlo jusqu’en 1816, puis exerce dans le civil comme chirurgien et accoucheur, et épouse le 17 octobre 1821 la fille d’un lieutenant-colonel, Sara, Henriette, Élisabeth (de) Douglas qui va lui donner deux filles en 1823 et 1825.
En 1822, le couple s’établit à Liège où Schmerling reprend des études ; il devient docteur en médecine le 6 août ou le 6 septembre 1825 en présentant la thèse De studii psychologiae in medicina utilitate et necessitate et va pratiquer jusqu’à sa mort, dispensant souvent des soins gratuits pour les personnes démunies.
En 1827, Schmerling s’installe avec sa famille dans une vaste maison contiguë à l’église des Augustins, boulevard d'Avroy ; il va y demeurer jusqu’à la fin de sa vie.
En 1829, il se rend dans la région de Flémalle, dans la vallée de la Meuse, entre Liège et Huy pour soigner un malade. Il y remarque un groupe d'enfants qui jouent avec des ossements qui l’interpellent, selon Charles Morren et la légende. Il s’agit en fait d’os trouvés par des ouvriers déblayant un flanc de rocher et dont ils pensent qu’ils proviennent de chevaux enterrés là. Il les identifie comme étant fossiles et en recherche davantage dans une soixantaine de grottes calcaires des provinces de Liège et du Luxembourg pendant les années suivantes, tout en prenant des leçons auprès de l’anatomiste Vincent Fohmann, en consultant les ouvrages des scientifiques, et en consacrant à ses travaux des sommes importantes (estimées à 20 ou 30 000 francs de l’époque).
Il explore notamment les grottes de Engis, Engihoul, Fond de Forêt (lieu-dit à Trooz, à une dizaine de kilomètres de Liège) et Goffontaine qu’il décrit longuement dans son œuvre principale Recherches sur les ossemens fossiles découverts dans les cavernes de la province de Liège publiée en 1833 avec de très nombreuses planches illustratives.
Il est chargé du cours de zoologie à l'université de Liège en 1834 ; le 5 avril de la même année, il est nommé membre correspondant de l’Académie royale des sciences de Bruxelles. Déjà membre de la Société géologique de France, il devient l'un des membres fondateurs de la Société des sciences de Liège en 1835.
Il souffre de la poitrine et du cœur ; il s’épuise à mener de front son métier, ses explorations, ses écrits qu’il rédige de 9 heures du soir à 9 heures du matin. Il participe au congrès scientifique de Liège avec une communication sur ses recherches des polypiers fossiles de Maestricht, au tout début août 1836, puis se rend à Strasbourg voir ses deux filles et en revient plus malade. Il expire dans son sommeil, le 7 novembre, juste après avoir encore rédigé des notes sur des fémurs trouvés.
Schmerling est enterré dans un cimetière public en présence de nombreuses personnalités, d'amis et d'étudiants qui assistent au discours prononcé par Ch. Morren, mais on ne sait exactement où.
Madame Schmerling étant en état d'aliénation depuis très longtemps, les scellés sont posés et un conseil de famille est réuni pour désigner un tuteur pour les deux enfants.
Le règlement de la succession donne l’évaluation de la collection d’ossements fossiles, par Charles Davreux, à quelque 80 000 francs. Cette collection, acquise par l’État belge en 1848, est conservée à l’université de Liège. En 1837, le conseil de famille avait pourtant décidé que la collection serait mise en vente, « dans l'intérêt des héritiers » avec une forte publicité « afin d'amener la plus grande concurrence possible entre les grands musées de l'Europe ».

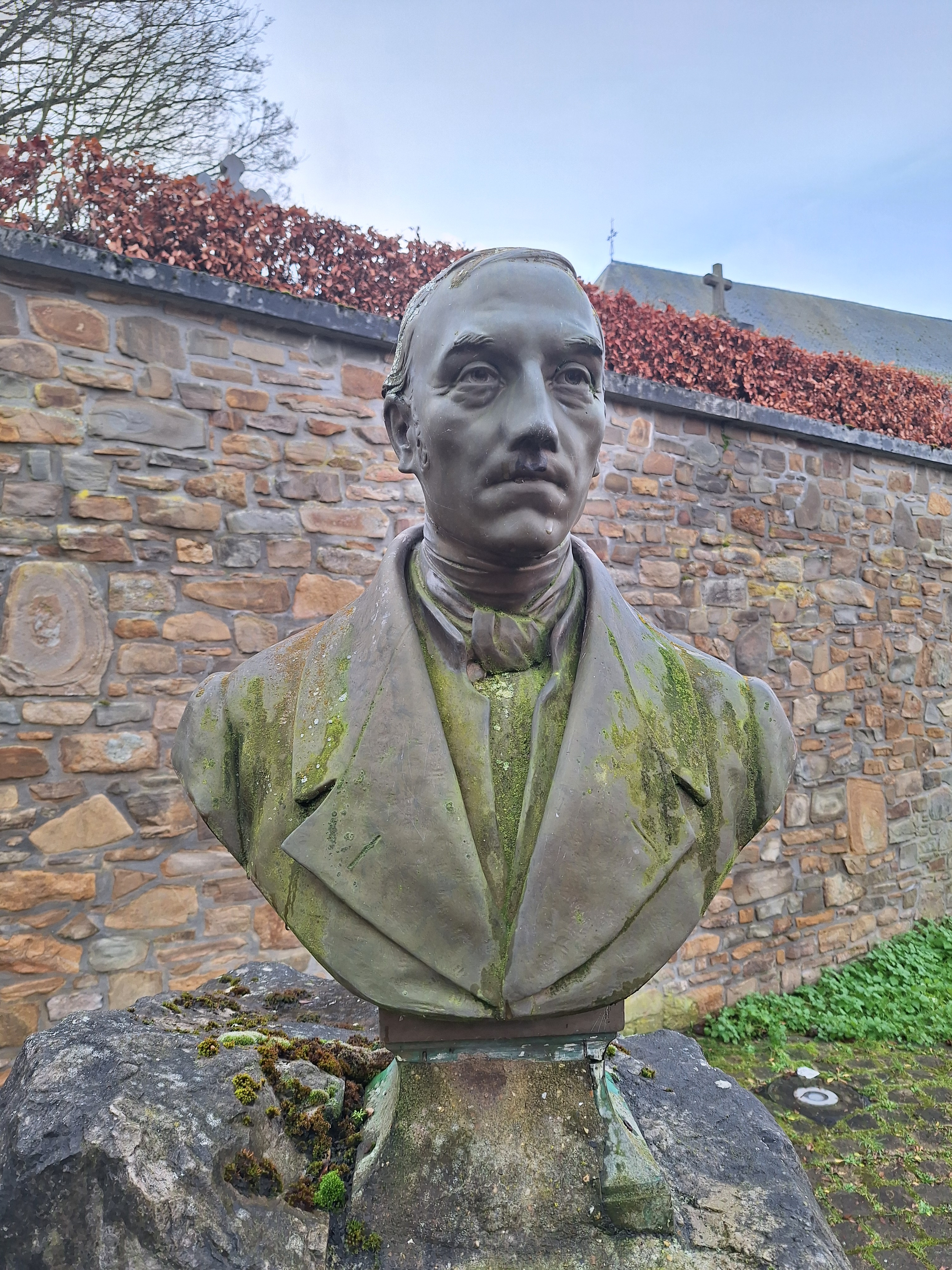
Monument Philippe-Charles Schmerling situé aux Awirs, buste réalisé par Léon Mignon (1847-1898)

Un portrait de Schmerling, destiné à la notice de l’Annuaire de l’Académie, a été gravé par Éric Corr. En 1885, Léon Mignon a sculpté un buste en marbre de Schmerling pour l’Académie royale de Belgique ; une copie de l’exemplaire conservé au Laboratoire de Paléontologie animale de l’université de Liège a été placée aux Awirs, marquant le début de la Balade Schmerling qui relie cette commune à celle d’Engis et passe tout près de l’emplacement des grottes d’Engis. Celles-ci sont classées patrimoine immobilier exceptionnel de Wallonie, à titre de site à caractère exceptionnel à fossiles humains néandertaliens, depuis 1938, sous l’appellation grottes Schmerling.

## Un découvreur pluridisciplinaire
Les découvertes et recherches de Schmerling concernent et ont marqué différents secteurs scientifiques :

### Paléontologie et paléoanthropologie

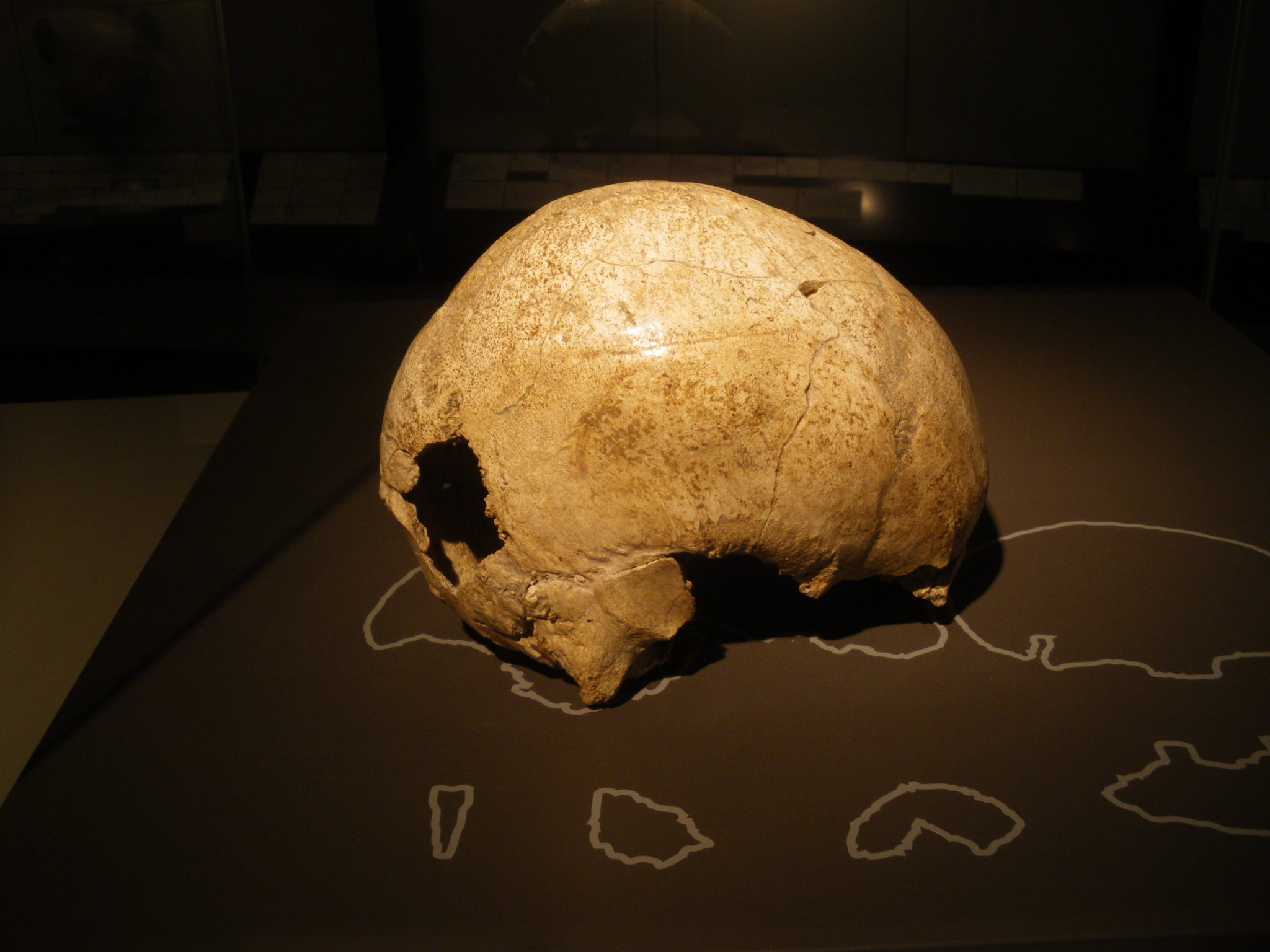
Engis 1, un des deux crânes découverts à Engis/Awirs par Schmerling - Collection du Grand Curtius

Outre des os taillés en aiguille et perforés, des bois de cervidés également taillées et des silex taillés et polis à deux faces, Schmerling découvre de nombreux restes de mammifères depuis longtemps disparus de la région (rhinocéros, mammouths, ours) mais aussi des espèces nouvelles (qu’il nomme Ursus leodiensis - ours liégeois, Felis engiholiensis - lynx d’Engihoul et Cattus minuta) ; les restes humains trouvés dans le même contexte stratigraphique que ceux des espèces animales éteintes, avec un même degré de décomposition et de couleur, lui permettent d’affirmer l’existence d’un homme fossile contemporain de ces espèces disparues. Il s’oppose ainsi à l’opinion généralement professée par les scientifiques de son temps, dont Georges Cuvier, qui n’envisagent l’apparition de l’homme que telle qu'elle est décrite dans l’Ancien Testament. Schmerling affirme bien que l’homme et le mammouth se trouvent ensemble dans un même dépôt de terres, mais il fait des réserves sur le fait qu’ils aient habité dans ces grottes : « Nous doutons fort que l’éléphant, lors de l’époque du remplissage de nos cavernes, habitât nos contrées. Au contraire, nous croyons plutôt que ces restes ont été amenés de loin, ou bien que ces débris ont été déplacés d’un terrain plus ancien et ont été entraînés [par l’eau] dans les cavernes. »
Schmerling découvre en particulier deux crânes humains, dits Engis 1 et Engis 2, dans les excavations qu’il atteint à partir du plateau des Fagnes d’Engis (classées patrimoine exceptionnel de Wallonie, au XXe siècle, sous l’appellation « grottes Schmerling »), et un autre dans une grotte proche de la grande caverne d’Engihoul qui fut appelée ensuite « Grotte Lyell ».
Ses découvertes et ses publications attirent l’attention des scientifiques. Charles Lyell lui rend visite (en 1833), William Buckland et Johann Jacob Nöggerath font de même. Il reçoit le soutien d’Alexander von Humboldt mais peine à convaincre de nombreux savants. Lyell, dans L’ancienneté de l’homme prouvée par la géologie et remarques sur les théories relatives à l’origine des espèces par variation, en donne une explication. Il raconte que lors de sa visite à Schmerling en 1833, il a exprimé son « incrédulité au sujet de l’antiquité prétendue des fossiles humains » mais que dès l’année suivante il a cité l’opinion de Schmerling dans ses Principes de Géologie (p. 161, 1834) « et les faits à l’appui de l’antiquité de l’homme (...) sans mettre en question leur véracité, mais, en même temps, sans leur attribuer l’importance que je leur reconnais maintenant. » Reconnaissant que Schmerling « avait accumulé des preuves surabondantes que l’introduction de l’homme sur cette terre datait d’une époque bien plus ancienne que les géologues ne consentaient alors à l’admettre », il explique l’incrédulité : « Un fait positif, me dira-t-on, attesté par une autorité aussi compétente, aurait dû peser dans la balance, plus que tout l’ensemble des témoignages accumulés jusque-là relativement à l’absence générale des restes humains dans les formations d’une égale antiquité. La seule chose que je puisse alléguer, c’est qu’une découverte qui semble contredire les résultats généraux des investigations antérieures est naturellement acceptée avec beaucoup d’hésitation. C’eût été une tâche difficile, même pour quelqu’un de fort habile en géologie et en ostéologie, que d’entreprendre, en 1832, de suivre pas à pas le philosophe belge dans ses observations et ses preuves avec le dessein d’en contrôler l’exactitude. » Après avoir ensuite décrit les conditions de travail de Schmerling, il ajoute : « qu’on se rappelle toutes ces circonstances, qu’on en tienne compte, et l’on n’osera plus s’étonner, non-seulement qu’un voyageur de passage ait négligé de s’arrêter pour contrôler la valeur des preuves qu’on lui donnait, mais même que les professeurs de l’université de Liège, vivant tout à côté, aient laissé écouler un quart de siècle avant d’entreprendre la défense de la véracité de leur infatigable et clairvoyant compatriote. ».
Les scientifiques examinent les crânes et les datent initialement du Néolithique. Engis 2, étudié par Carl Vogt, Gabriel de Mortillet, Ernest Hamy, Julien Fraipont, n’est pourtant identifié qu’une centaine d’années plus tard comme celui d’un enfant néandertalien ; si Charles Fraipont n’a proposé cette nouvelle attribution qu’en 1936, c’est qu’il s'agissait du crâne d’un jeune individu sur lequel les traits caractéristiques des Néandertaliens étaient moins évidents. Entre-temps, d’autres ossements de Néandertaliens avaient été découverts à Gibraltar en 1848 et surtout en 1856 dans la vallée de Neander, près de Düsseldorf en Rhénanie-du-Nord-Westphalie. C’est cette dernière découverte, réalisée par l’instituteur Johann Carl Fuhlrott, qui va être utilisée pour nommer et définir l’Homme de Néandertal, que le professeur Jean Piveteau, de la faculté des sciences de l’université de Paris, a proposé d’appeler « l’Homme d’Engis » étant donné l’antériorité de la découverte par Schmerling.

### Paléopathologie
En déterminant les pathologies dont avaient pu souffrir les animaux dont il a trouvé des restes osseux, Schmerling agit en précurseur de ce qui va devenir une science nouvelle au XXe siècle : la paléopathologie. Selon Morren, William Buckland aurait dit de lui, dans un congrès scientifique : « Il faut bien que nous croions (sic) à l'histoire des animaux fossiles, telle que nous la donne M. Schmerling, puisqu'il a été le médecin des hyènes antédiluviennes. »

### Géologie
Les contributions de Schmerling à la connaissance de la géologie de la province de Liège sont évidemment essentielles puisqu’il a exploré plus de soixante grottes de ce territoire, attirant ainsi l’attention de divers scientifiques et spéléologues qui ont poursuivi ses travaux et dont certains se sont regroupés au sein des Chercheurs de la Wallonie.

## Œuvres
- De studii psychologiae in medicina utilitate et necessitate, Liège, 1825 ;
- « Cavernes à ossemens fossiles, découvertes jusqu’à ce jour dans la province de Liège » dans Philippe Vandermaelen, Dictionnaire géographique de la province de Liège, Bruxelles, Établissement géographique, 1831, p. 3-7 des annexes ;
- Quelques observations sur la teinture de colchique et principalement sur son emploi dans les affections arthritiques et rhumatismales, Liège, P.J. Collardin, 1832 ;
- « Sur une caverne à ossemens de la province de Liége » dans le Bulletin de la Société géologique de France, t. III, 1833, p. 217-222 ;
- « Ueber die Knochenhölen bei Lüttich » dans Neues Jahrbuch für Mineralogie, Geognosie, Geologie und Petrefaktenkunde, 1, 1833, p. 38-48 ;
- Recherches sur les ossements fossiles découverts dans les cavernes de la Province de Liège, Liège, P.J. Collardin, 1833-1834 (version libre de droit en ligne);
- « Renseignements sur la caverne à ossements dite le trou de Hogheur, dans le Luxembourg » dans le Bulletin de l’Académie royale des sciences et belles-lettres de Belgique, t. II, 1835, p. 271-275 ;
- « Mémoire sur les ossemens fossiles à l'état pathologique, recueillis dans les cavernes de la province de Liège » dans Bulletins de l'Académie royale des Sciences et Belles-Lettres de Bruxelles, t. 2, 1835, p. 362-364 ;
- « Description des ossemens fossiles à l'état pathologique, provenant des cavernes de la province de Liège » dans Bulletin de la Société géologique de France, t. 7, 1835, p. 51-61 ;
- « Notice sur quelques os de pachydermes découverts dans le terrain meuble près du village de Chokier » dans le Bulletin de l’Académie royale des sciences et belles-lettres de Belgique, t. III, 1836, p. 82.

## Hommages
- Il existe une rue Schmerling à Liège dans le quartier du Laveu.
- Un buste du professeur Philippe-Charles Schmerling, réalisé par Léon Mignon, est visible aux Awirs place de l’église Saint-Étienne.
- Un court métrage en théâtre d'ombres filmé, Schmerling. Une étincelle de lumière,  a été réalisé en 2020 par la Cie De Capes et de Mots et Smala Cinéma (Bruxelles). Il a été récompensé au festival du film d'archéologie de Narbonne (RAN - prix du court métrage 2022) et à celui de Nyon (prix du film à petit budget 2023).